# Ибн Каммуна
Са́ад ибн Мансу́р ибн Камму́на (араб. ابن كمونة‎, ум. 1284) — еврейский врач-офтальмолог, философ и диссидент. Получил известность как критик ислама, хотя в его эпоху, когда Багдад был завоёван монголами, такая критика была относительно безопасной.

## Взгляды
В своём сравнительном исследовании трёх монотеистических религий — христианства, иудаизма и ислама под названием «Исследование трёх вер» он подверг ислам критике. По его мнению, шариат несовместим с принципом справедливости, а обращение в ислам обычно связано с низменными побуждениями:
Вот почему до настоящего времени мы никогда не видели кого-либо, кто обращался в ислам иначе как из страха, или из жажды власти, или во избежание тяжкого налогообложения, или унижения, или будучи взятым в плен, или из-за страстной влюблённости в женщину-мусульманку, или из-за подобной причины. И мы не видели уважаемого, богатого и благочестивого немусульманина, хорошо осведомлённого как в основах своей веры, так и в исламе, чтобы он перешёл в исламскую веру без одного из упомянутых выше или подобных мотивов.
Публикация книги вызвала беспорядки в Багдаде, из-за чего Ибн Каммуна был вынужден тайно бежать из города. Об этом писал историк XIII века Ибн аль-Фувати:
В том 1284 г. стало известно в Багдаде, что еврей Ибн Каммуна написал книгу, в которой проявил бесстыдство в рассуждениях о пророчествах. Упаси нас Господь повторить то, что он сказал. Разъярённая толпа восстала и собралась, чтобы напасть на его дом и убить его. Амир и группа вельмож приехала в медресе Мустансирия, и призвала верховного судью и преподавателей права заслушать дело. Они искали Ибн Каммуну, но тот скрылся. Это была пятница. Верховный судья приготовился к пятничной молитве, но поскольку толпа обступила его, он вернулся в Мустансирию. Амир вышел вперёд, чтобы успокоить толпу, но те выкрикивали оскорбления в его адрес и обвиняли его в том, что он на стороне Ибн Каммуны и выгораживает его. Затем по приказу амира глашатаи объявили в Багдаде, что не позднее следующего утра за пределами городских ворот Ибн Каммуна будет сожжён. Толпа подчинилась, и с тех пор об Ибн Каммуне ничего не было слышно. Что касается Ибн Каммуны, то он был помещён в ящик, покрытый кожей, и вывезен в город Хилла, где его сын был чиновником. Там он оставался некоторое время, пока не умер.
Однако недавно было высказано предположение, что бегство из Багдада, скорее всего, связано с казнью одного из его покровителей.